# Фудбалска репрезентација Гвинеје Бисао
Фудбалска репрезентација Гвинеје Бисао (порт. Seleção nacional de futebol da Guiné-Bissau) национални је фудбалски тим који представља државу Гвинеју Бисао на међународној сцени. Делује под ингеренцијом Фудбалског савеза Гвинеје Бисао који је основан 1974, а пуноправни члан КАФ и ФИФА је од 1986. године. 
Репрезентација је позната под надимком Djurtus, што је локални назив за националну животињу Гвинеје Бисао, афричког дивљег пса. Националне боје су црвена и зелена, а своје домаће утакмице репрезентација игра на стадионима 24. септембар (око 20.000 места) и Лино Кореја (око 5.000 места) у Бисауу, главном граду земље. Најбољи пласман на ФИФа ранг листи репрезентација Гвинеје Бисао остварила је током 1984. када је заузимала 68. место, док је најлошији пласман имала у периоду 2000−2001. када је заузимала 157. позицију.
Репрезентација Гвинеје Бисао се никада није квалификовала на Светско првенство, а на континенталном Афричком купу нација учествовали су тек једном, и то 2017. у Габону када су испали у групној фази такмичења. 
Највише наступа за репрезентацију до сада је остварио нападач Аделино Лопес који је одиграо укупно 36 утакмица, док је најбољи стрелац свих времена Сисеро Семедо са свега 6 постигнутих погодака.

## Историјат
Фудбалери из Гвинеје Бисао су све до 1974. наступали под заставом Португалије чија колонија је била ова афричка држава. Прву званичну утакмицу Португалска Гвинеја је одиграла 2. јуна 1954. у Банџулу против тадашње британске колоније Гамбије. Одмах након стицања независности земље основан је и национални фудбалски савез − Фудбалски Савез Гвинеје Бисао (порт. Federação de Futebol da Guiné-Bissau) − који пак пуноправним чланом КАФ и ФИФА постаје тек 12 година касније, 1986. године, и на тај начин репрезентација добија право играња званичних међународних утакмица. 
Прво такмичење на ком је репрезентација наступила било је прво издање Купа Амилкар Кабрал на ком су учествовале селекције из западне Африке, а чији домаћин је био град Бисао, престоница Гвинеје Бисао. 
Прво учешће на званичним међународним такмичењима имали су у квалификацијама за Афрички куп нација 1994. чији домаћин је био Тунис, али нису успели да се квалификују на завршни турнир. Две године касније дебитовали су и у квалификацијама за Светско првенство 1998. у Француској, али су већ у предквалификацијама поражени у двомечу са суседном репрезентацијом Гвинеје. Од тада су редовни учесници квалификација за светска првенства, а ни у једном од квалификационих циклуса нису успели да прођу претквалификације. 
Једини пласман на континентално првенство остварили су 2017. када је турнир одржан у Габону, а где су заузели последње место у групи А са једним освбојеним бодом (у конкуренцији домаћина Габона, Буркине Фасо и Камеруна). У првој утакмици у историји на великим такмичењима, селекција Гвинеје Бисао је одиграла нерешено са домаћином, а историјски први погодак у судијској надокнади постигао је нападач Жуари Соарес.

## Резултати на светским првенствима
| ФИФА светско првенство | ФИФА светско првенство | ФИФА светско првенство | ФИФА светско првенство | ФИФА светско првенство | ФИФА светско првенство | ФИФА светско првенство | ФИФА светско првенство | ФИФА светско првенство |                               | Квалификације за светска првенства | Квалификације за светска првенства | Квалификације за светска првенства | Квалификације за светска првенства | Квалификације за светска првенства | Квалификације за светска првенства |
| Година                 | Коло                   | Пласман                | Ут                     | П                      | Н                      | И                      | Гол+                   | Гол-                   | Ут                            | П                                  | Н                                  | И                                  | Гол+                               | Гол-                               |                                    |
| ---------------------- | ---------------------- | ---------------------- | ---------------------- | ---------------------- | ---------------------- | ---------------------- | ---------------------- | ---------------------- | ----------------------------- | ---------------------------------- | ---------------------------------- | ---------------------------------- | ---------------------------------- | ---------------------------------- | ---------------------------------- |
| 1930−1974.             | Део Португалије        | Део Португалије        | Део Португалије        | Део Португалије        | Део Португалије        | Део Португалије        | Део Португалије        | Део Португалије        | Део Португалије               | Део Португалије                    | Део Португалије                    | Део Португалије                    | Део Португалије                    | Део Португалије                    |                                    |
| 1978−1994.             | Нису учествовали       | Нису учествовали       | Нису учествовали       | Нису учествовали       | Нису учествовали       | Нису учествовали       | Нису учествовали       | Нису учествовали       | Нису учествовали              | Нису учествовали                   | Нису учествовали                   | Нису учествовали                   | Нису учествовали                   | Нису учествовали                   |                                    |
| 1998.                  | Нису се квалификовали  | Нису се квалификовали  | Нису се квалификовали  | Нису се квалификовали  | Нису се квалификовали  | Нису се квалификовали  | Нису се квалификовали  | Нису се квалификовали  | 2                             | 1                                  | 0                                  | 1                                  | 4                                  | 5                                  |                                    |
| 2002.                  | Нису се квалификовали  | Нису се квалификовали  | Нису се квалификовали  | Нису се квалификовали  | Нису се квалификовали  | Нису се квалификовали  | Нису се квалификовали  | Нису се квалификовали  | 2                             | 0                                  | 1                                  | 1                                  | 0                                  | 3                                  |                                    |
| 2006.                  | Нису се квалификовали  | Нису се квалификовали  | Нису се квалификовали  | Нису се квалификовали  | Нису се квалификовали  | Нису се квалификовали  | Нису се квалификовали  | Нису се квалификовали  | 2                             | 0                                  | 0                                  | 2                                  | 1                                  | 4                                  |                                    |
| 2010.                  | Нису се квалификовали  | Нису се квалификовали  | Нису се квалификовали  | Нису се квалификовали  | Нису се квалификовали  | Нису се квалификовали  | Нису се квалификовали  | Нису се квалификовали  | 2                             | 0                                  | 1                                  | 1                                  | 0                                  | 1                                  |                                    |
| 2014.                  | Нису се квалификовали  | Нису се квалификовали  | Нису се квалификовали  | Нису се квалификовали  | Нису се квалификовали  | Нису се квалификовали  | Нису се квалификовали  | Нису се квалификовали  | 2                             | 0                                  | 1                                  | 1                                  | 1                                  | 2                                  |                                    |
| 2018.                  | Нису се квалификовали  | Нису се квалификовали  | Нису се квалификовали  | Нису се квалификовали  | Нису се квалификовали  | Нису се квалификовали  | Нису се квалификовали  | Нису се квалификовали  | 2                             | 0                                  | 1                                  | 1                                  | 2                                  | 4                                  |                                    |
| 2022.                  | Биће одлучено          | Биће одлучено          | Биће одлучено          | Биће одлучено          | Биће одлучено          | Биће одлучено          | Биће одлучено          | Биће одлучено          | Квалификације нису почеле     | Квалификације нису почеле          | Квалификације нису почеле          | Квалификације нису почеле          | Квалификације нису почеле          | Квалификације нису почеле          |                                    |
| 2026.                  | Биће одлучено          | Биће одлучено          | Биће одлучено          | Биће одлучено          | Биће одлучено          | Биће одлучено          | Биће одлучено          | Биће одлучено          | Квалификације још нису почеле | Квалификације још нису почеле      | Квалификације још нису почеле      | Квалификације још нису почеле      | Квалификације још нису почеле      | Квалификације још нису почеле      |                                    |
| Укупно                 | −                      | 0/21                   | −                      | −                      | −                      | −                      | −                      | −                      | 12                            | 1                                  | 4                                  | 7                                  | 8                                  | 19                                 |                                    |

## Афрички куп нација
| Успеси на Афричком купу нација | Успеси на Афричком купу нација                    | Успеси на Афричком купу нација                    | Успеси на Афричком купу нација                    | Успеси на Афричком купу нација                    | Успеси на Афричком купу нација                    | Успеси на Афричком купу нација                    | Успеси на Афричком купу нација                    | Успеси на Афричком купу нација                    |
| Година                         | Коло                                              | Пласман                                           | Ут                                                | П                                                 | Н                                                 | И                                                 | Гол+                                              | Гол-                                              |
| ------------------------------ | ------------------------------------------------- | ------------------------------------------------- | ------------------------------------------------- | ------------------------------------------------- | ------------------------------------------------- | ------------------------------------------------- | ------------------------------------------------- | ------------------------------------------------- |
| 1957-1992.                     | Нису учествовали                                  | Нису учествовали                                  | Нису учествовали                                  | Нису учествовали                                  | Нису учествовали                                  | Нису учествовали                                  | Нису учествовали                                  | Нису учествовали                                  |
| 1994.                          | Нису се квалификовали                             | Нису се квалификовали                             | Нису се квалификовали                             | Нису се квалификовали                             | Нису се квалификовали                             | Нису се квалификовали                             | Нису се квалификовали                             | Нису се квалификовали                             |
| 1996.                          | Одустали током квалификација                      | Одустали током квалификација                      | Одустали током квалификација                      | Одустали током квалификација                      | Одустали током квалификација                      | Одустали током квалификација                      | Одустали током квалификација                      | Одустали током квалификација                      |
| 1998.                          | Под суспензијом због одустајања две године раније | Под суспензијом због одустајања две године раније | Под суспензијом због одустајања две године раније | Под суспензијом због одустајања две године раније | Под суспензијом због одустајања две године раније | Под суспензијом због одустајања две године раније | Под суспензијом због одустајања две године раније | Под суспензијом због одустајања две године раније |
| 2000.                          | Нису учествовали                                  | Нису учествовали                                  | Нису учествовали                                  | Нису учествовали                                  | Нису учествовали                                  | Нису учествовали                                  | Нису учествовали                                  | Нису учествовали                                  |
| 2002.                          | Одустали од наступа                               | Одустали од наступа                               | Одустали од наступа                               | Одустали од наступа                               | Одустали од наступа                               | Одустали од наступа                               | Одустали од наступа                               | Одустали од наступа                               |
| 2004.                          | Одустали од наступа                               | Одустали од наступа                               | Одустали од наступа                               | Одустали од наступа                               | Одустали од наступа                               | Одустали од наступа                               | Одустали од наступа                               | Одустали од наступа                               |
| 2006.                          | Нису се пласирали                                 | Нису се пласирали                                 | Нису се пласирали                                 | Нису се пласирали                                 | Нису се пласирали                                 | Нису се пласирали                                 | Нису се пласирали                                 | Нису се пласирали                                 |
| 2008.                          | Нису учествовали                                  | Нису учествовали                                  | Нису учествовали                                  | Нису учествовали                                  | Нису учествовали                                  | Нису учествовали                                  | Нису учествовали                                  | Нису учествовали                                  |
| 2010.                          | Нису се квалификовали                             | Нису се квалификовали                             | Нису се квалификовали                             | Нису се квалификовали                             | Нису се квалификовали                             | Нису се квалификовали                             | Нису се квалификовали                             | Нису се квалификовали                             |
| 2012.                          | Нису се квалификовали                             | Нису се квалификовали                             | Нису се квалификовали                             | Нису се квалификовали                             | Нису се квалификовали                             | Нису се квалификовали                             | Нису се квалификовали                             | Нису се квалификовали                             |
| 2013.                          | Нису се квалификовали                             | Нису се квалификовали                             | Нису се квалификовали                             | Нису се квалификовали                             | Нису се квалификовали                             | Нису се квалификовали                             | Нису се квалификовали                             | Нису се квалификовали                             |
| 2015.                          | Нису се квалификовали                             | Нису се квалификовали                             | Нису се квалификовали                             | Нису се квалификовали                             | Нису се квалификовали                             | Нису се квалификовали                             | Нису се квалификовали                             | Нису се квалификовали                             |
| 2017.                          | Групна фаза                                       | 14.                                               | 3                                                 | 0                                                 | 1                                                 | 2                                                 | 2                                                 | 5                                                 |
| 2019.                          | Биће одлучено                                     | Биће одлучено                                     | Биће одлучено                                     | Биће одлучено                                     | Биће одлучено                                     | Биће одлучено                                     | Биће одлучено                                     | Биће одлучено                                     |
| 2021.                          | Биће одлучено                                     | Биће одлучено                                     | Биће одлучено                                     | Биће одлучено                                     | Биће одлучено                                     | Биће одлучено                                     | Биће одлучено                                     | Биће одлучено                                     |
| 2023.                          | Биће одлучено                                     | Биће одлучено                                     | Биће одлучено                                     | Биће одлучено                                     | Биће одлучено                                     | Биће одлучено                                     | Биће одлучено                                     | Биће одлучено                                     |
| Укупно                         | групна фаза                                       | 1/31                                              | 3                                                 | 0                                                 | 1                                                 | 2                                                 | 2                                                 | 5                                                 |